# Tipula (Microtipula) impatiens
Tipula (Microtipula) impatiens is een tweevleugelige uit de familie langpootmuggen (Tipulidae). De soort komt voor in het Neotropisch gebied.